# Elleanthus caravata
Elleanthus caravata är en orkidéart som först beskrevs av Jean Baptiste Christophe Fusée Aublet, och fick sitt nu gällande namn av Heinrich Gustav Reichenbach. Elleanthus caravata ingår i släktet Elleanthus och familjen orkidéer. Inga underarter finns listade i Catalogue of Life.

## Bildgalleri

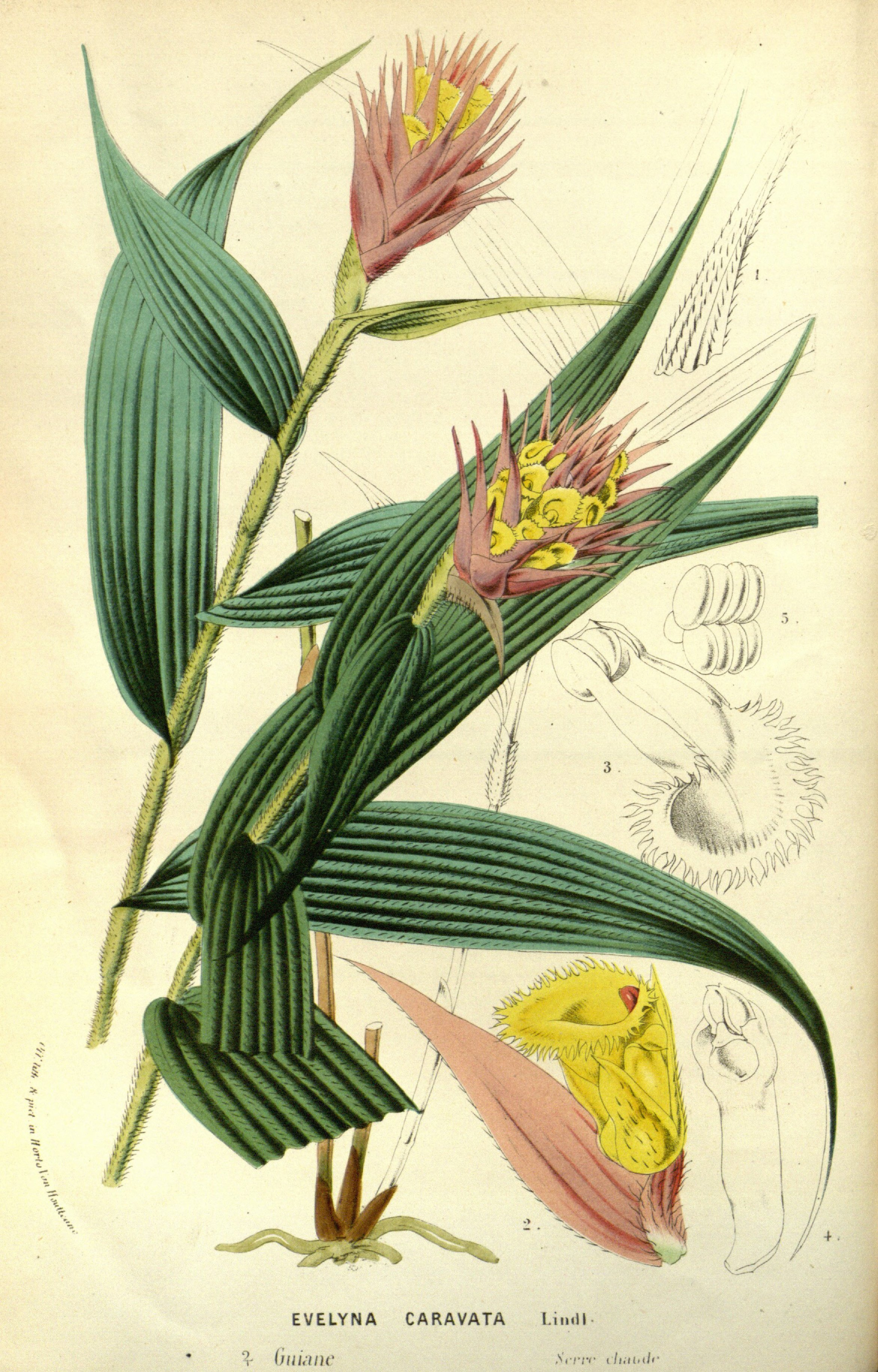